# Higer AZURE
De Higer AZURE is een elektrisch aangedreven bustype van het Chinese concern Higer Bus. Dit bustype is verkrijgbaar in vier versies;
- AZURE 7
- AZURE 9
- AZURE 12
- AZURE 18

## Technische specificaties
|         | AZURE 7  | AZURE 9  | AZURE 12  | AZURE 18  |
| ------- | -------- | -------- | --------- | --------- |
| Lengte  | 6 850 mm | 8 820 mm | 12 090 mm | 18 090 mm |
| Breedte | 2 440 mm | 2 440 mm | 2 550 mm  | 2 550 mm  |
| Hoogte  | 3 260 mm | 3 260 mm | 3 300 mm  | 3 300 mm  |

## Inzet
De bus wordt voornamelijk ingezet in Azië. Enkele exemplaren zijn geëxporteerd naar o.a. Europa. In België zijn sinds 2024 drie bussen in dienst. Twee bussen rijden voor busbedrijf De Duinen in de omgeving van Leuven en een bus rijdt voor Kruger Autobus in de omgeving van Gent. In  Luxemburg schafte busvervoerder Demy Schandeler elf bussen aan in 2024., welke vanaf juli 2025 werden geleverd.
| Bedrijf         | Type     | Aantal | Series                     | Inzet               | Opmerkingen                                                         |        |
| België          | België   | België | België                     | België              | België                                                              | België |
| --------------- | -------- | ------ | -------------------------- | ------------------- | ------------------------------------------------------------------- | ------ |
| De Duinen       | AZURE 12 | 2      | 639049 - 639050            | Omgeving van Leuven | Interne nummer 2123 - 2124                                          |        |
| Kruger Autobus  | AZURE 12 | 1      | 621116                     | Omgeving van Gent   | Reed van juli 2024 tot juni 2025 bij Ganda Cars onder nummer 662031 |        |
| Italië          |          |        |                            |                     |                                                                     |        |
| ANM             | AZURE 7  | 20     | PE001 - PE020              | Napels              |                                                                     |        |
| Luxemburg       |          |        |                            |                     |                                                                     |        |
| Demy Schandeler | AZURE 9  | 4      | DC 4532, DC 4565 - DC 4568 |                     |                                                                     |        |
| Demy Schandeler | AZURE 12 | 1      | DC 4533                    |                     |                                                                     |        |